# Бугаев, Юрий Степанович
Юрий Степанович Бугаев (2 апреля 1946, Москва — 5 апреля 2021, Москва) — советский и российский государственный деятель и ученый; кандидат экономических наук, профессор.

## Биография
Родился 2 апреля 1946 года в Москве.
В 1964—1965 годах работал регулировщиком радиоаппаратуры на предприятии п/я № 30. В 1965—1968 годах служил в Советской армии.

### Образование
Окончил Московский финансовый институт (ныне — Финансовый университет при Правительстве РФ), получив квалификацию экономиста по специальности «Финансы и кредит» в 1974 году и по специальности «Экономист в области международных экономических отношений» в 1980 году. В 1993 году защитил диссертацию на соискание степени кандидата экономических наук.

### Деятельность
В 1968—1992 годах работал в системе Госстраха РСФСР, где в 1987—1992 годах занимал пост председателя правления. В 1987—1996 годах входил в состав коллегии Министерства финансов Российской Федерации.
С мая 1992 года Юрий Бугаев был руководителем Государственного страхового надзора Российской Федерации (Госстрахнадзор России) и занимал эту должность вплоть до ликвидации надзора 14 августа 1996 года. До 7 декабря 1996 года был членом коллегии Министерства финансов РФ. С ноября 1996 года работал в группе «РОСНО». С марта 1999 года был руководителем аппарата генерального директора — заместителем генерального директора ОАО «РОСНО», где курировал направления: организация взаимодействия с органами исполнительной и законодательной власти, общественных и научных организаций по вопросам страховой деятельности, координация работ по разработке условий и правил страхования и страховых программ.
С 2002 года Юрий Бугаев — заместитель генерального директора Российского союза автостраховщиков (РСА). В августе 2003 года был избран членом правления РСА.
Член Гильдии финансистов, член Всероссийского страхового научного сообщества, председатель совета Ассоциации профессиональных страховых брокеров (с 2010 года до 12 февраля 2018), член экспертного совета по страхованию при ФСФР, член экспертного совета при Комитете по финансовым рынкам Государственной Думы РФ.
С 1996 года вёл преподавательскую работу, являлся профессором кафедры «Страховое дело» Финансового университета при Правительстве Российской Федерации, академик Международной академии информационных процессов и технологий; автор ряда научных трудов и публикаций.

### Смерть
Скончался в Москве 5 апреля 2021 года от осложнений, вызванных коронавирусной инфекцией.

## Награды
«Заслуженный экономист Российской Федерации» (2006), лауреат Российской общественной премии в области страхования «Золотая Саламандра» по итогам 2005 года, награжден медалями «За трудовую доблесть» и «В память 850-летия Москвы», имеет благодарность Правительства России.